# 今岳城
今岳城とは、佐賀県伊万里市にあった日本の城。初代城主は伊万里源三郎上。

## 概要
松浦党時代、今岳を中心に付近一帯を支配した伊万里城。この本城が今岳城であるという指摘がある。昭和60年（1985年）、武雄市文化館の元館長・有田峰次郎が「松浦伊万里家の来譜」と題した講演で、伊万里での本城は今岳であること、また、城山公園は今岳（本城）の出城であったことを指摘した。

## 名称
今岳の名称の由来については、伊萬里神社に残る記録によると「神功皇后三韓征伐の際の際御矢を埋め敵を夷らるの義を以って夷魔岳（いまだけ）と…」の記載がある。

## 歴史
のちの平戸城主の祖である松浦伊万里家11代の持（タモツ）は、峰、高島、平戸等を譲り受けた。その兄弟である上（ノボル）は、建保6年（1218年）、父披（ヒラク）の跡を継いで伊万里浦、福島などを領した。上が伊万里家の曩祖で、松浦伊万里源三郎上と称し、伊万里城を築いた。
24代目の伊万里家利は、伊万里家の嫡系で、肥前の国松浦郡伊万里の城主となり、下松浦山（今岳）を本城（幸平：こうびら）となし、浜（伊万里）を砦城とした。これを通称浜砦という。本城を幸平城ともいう。
天正4年（1576年）、佐賀の戦国大名龍造寺隆信に攻められ落城する。

## 遺構
今岳山頂付近に、石垣と思われる石が多数みられるが、今岳城の石垣である確証はない。

## 関連施設
- 今岳神社
- 西念寺（佐賀県伊万里市）